# Валеђо сул Минчо
Валеђо сул Минчо (итал. Valeggio sul Mincio) је насеље у Италији у округу Верона, региону Венето.
Према процени из 2011. у насељу је живело 8641 становника. Насеље се налази на надморској висини од 90 м.

## Становништво
| 1931. | 1936. | 1951. | 1961. | 1971. | 1981. | 1991. | 2001.  | 2011.  |
| ----- | ----- | ----- | ----- | ----- | ----- | ----- | ------ | ------ |
| 7.503 | 7.361 | 8.159 | 8.322 | 8.524 | 9.171 | 9.329 | 10.941 | 14.300 |